# Renato Perona
Renato Perona (Terni, 14 novembre 1927 – Terni, 25 luglio 1984) è stato un pistard italiano, nel 1948 vinse la medaglia d'oro nel tandem, in coppia con Ferdinando Terruzzi, ai Giochi olimpici di Londra 1948.

## Palmarès

### Pista
- 1948

Giochi olimpici, Tandem